# Engels Seniors Open
Het Engels Seniors Open was een golftoernooi van de Europese Senior Tour.
Het toernooi heeft bestaan in 2003, 2004, 2006 en 2007. In 2005 werd er geen Engels Senior Open gespeeld, wél waren er twee andere toernooien in Engeland: The Mobile Cup en de Nigel Mansell Sunseeker International Classic.
In 2013 en 2014 staat het toernooi weer op de agenda. Het wordt gespeeld op de nieuwe baan van Rocklife Hall in Darlington, Durham, een graafschap in N.O. Engeland. Rocklife Hall werd in de 18de eeuw gebouwd en onlangs gerenoveerd.
De baan werd om 2009 geopend en maakt deel uit van de enige vijfsterren golfresort in Engeland; hij werd ontworpen door Marc Westenborg van Hawtree. Er doen in 2013 72 spelers mee, w.o. de voormalige winnaars Carl Mason en Bill Longmuir. Het prijzengeld is £ 200.000.
| Jaar                            | Baan                            | Winnaar                         | Score                           | Score                           | Info                            |
| Merseyside English Seniors Open | Merseyside English Seniors Open | Merseyside English Seniors Open | Merseyside English Seniors Open | Merseyside English Seniors Open | Merseyside English Seniors Open |
| ------------------------------- | ------------------------------- | ------------------------------- | ------------------------------- | ------------------------------- | ------------------------------- |
| 2003                            | Hillside Golf Club              | Carl Mason                      | 208                             | -8                              | Uitslag                         |
| ADT English Seniors Open        |                                 |                                 |                                 |                                 |                                 |
| 2004                            | Formby Hall Golf Club           | Carl Mason                      | 216                             | -3                              | Uitslag                         |
| The Midas English Seniors Open  |                                 |                                 |                                 |                                 |                                 |
| 2006                            | St Mellion International Resort | Carl Mason                      | 212                             | -4                              | Uitslag                         |
| 2007                            | St Mellion International Resort | Bill Longmuir                   | 208                             | -8                              | Uitslag                         |
| English Senior Open             |                                 |                                 |                                 |                                 |                                 |
| 2013                            | Rockliffe Hall                  | Steen Tinning                   | 207                             | -9                              | Uitslag                         |
| 2014                            | Rockliffe Hall                  |                                 |                                 |                                 |                                 |

Zie ook The Senior British Open Championship, in het Nederlands heet dit het Brits Senior Open. Dit toernooi is een van de Majors van de Senior Tour.